# Erik Prince

Erik Dean Prince (nascido em 6 de junho de 1969) é um empresário americano, investidor, mercenário, escritor e ex-oficial SEAL da Marinha dos EUA (Navy SEAL), além de fundador da empresa militar privada Blackwater . Ele atuou como CEO da Blackwater até 2009 e como presidente até sua venda para um grupo de investidores em 2010. Prince fundou a empresa de capital privado Frontier Resource Group em 2012 e foi presidente do Frontier Services Group, listado em Hong Kong, até 2021. Prince é filho do engenheiro e empresário Edgar Prince e irmão da ex-secretária de Educação dos EUA, Betsy DeVos.